# Carlos Alvarado Quesada
Carlos Andrés Alvarado Quesada (Pavas, San José, 14 de enero de 1980) es un político, escritor, periodista y politólogo costarricense. Fue el 48.º presidente de la República de Costa Rica desde el 8 de mayo de 2018 hasta el 8 de mayo de 2022 por el Partido Acción Ciudadana.
Alvarado es bachiller en comunicación, máster en ciencias políticas por la Universidad de Costa Rica y máster en estudios del desarrollo por la Universidad de Sussex.

## Biografía
Nació en el distrito de Pavas, en el cantón central de San José, el 14 de enero de 1980, en el seno de una familia de clase media compuesta por sus padres Alejandro Alvarado Induni (ingeniero) y Adelia Quesada Alvarado; y por sus hermanos Federico e Irene. Cursa la primaria en la Escuela Anglo-Americana y la secundaria en el colegio Saint Francis; posteriormente ingresa a la Universidad de Costa Rica donde se gradúa como bachiller en Ciencias de la Comunicación Colectiva, luego obtiene una maestría en ciencias políticas, y en 2008 se incorpora a la Universidad de Sussex (Inglaterra) donde obtiene una maestría en estudios para el desarrollo, apoyado en una beca Chevening. Contrae matrimonio en 2010 con Claudia Dobles Camargo, con quien procrea a Gabriel Alvarado Dobles, nacido en 2013. Actualmente habita en Santa Ana.

## Carrera política
Se desempeñó como asesor de la fracción del Partido Acción Ciudadana en la Asamblea Legislativa en el período 2006-2010. Fue consultor del Institute of Development Studies de Reino Unido en financiamiento de PYMES. Gerente de Departamento de Dish Care & Air Care (Procter & Gamble Latinoamérica). Director de Comunicación para la campaña presidencial de Luis Guillermo Solís, profesor en la Escuela de Ciencias de Comunicación Colectiva de la Universidad de Costa Rica y en la Escuela de Periodismo de la Universidad Latina de Costa Rica.

### Ministro de Desarrollo Humano e Inclusión Social
Durante la administración Solís Rivera ejerció como ministro de Desarrollo Humano e Inclusión Social y Presidente Ejecutivo del Instituto Mixto de Ayuda Social, institución encargada del combate a la pobreza y las ayudas del Estado a la población de escasos recursos. Estando en el cargo pidió la colaboración del Instituto Nacional de Estadística y Censos (INEC) para elaborar una herramienta llamada Mapas Sociales que a partir de la información del censo del 2011 permitía ubicar con una mayor precisión a las personas más pobres del país para poder atenderles. Asimismo, en conjunto con la vicepresidente Ana Helena Chacón, la Universidad de Oxford, el INEC y una alianza de empresas privadas llamada Horizonte Positivo, desarrolló el Índice de Pobreza Dimensional (IPD) que permite medir las diferentes carencias que tienen las personas que viven en condiciones de pobreza, más allá del ingreso económico. Esto contribuyó a que las instituciones del Estado que atienden los temas sociales sepan donde hay más personas que requieren sus servicios y que es lo que requieren. Además, impulsó la implementación del Sistema Nacional de Información y Registro Único de Beneficiarios (SINIRUBE), permitiendo que todas las instituciones que brindan ayudas sociales tengan acceso a la misma información y sepan quién está siendo atendido, dónde y por quién. Esto facilita la detección de duplicidades, errores y filtraciones.
Alvarado creó la Estrategia Nacional de Reducción de la Pobreza: Puente al Desarrollo, en conjunto con Ana Helena Chacón, segunda vicepresidente, y en colaboración con el Consejo Presidencial Social. Dicho programa tiene como objetivo garantizar a 54.600 familias en pobreza extrema el acceso a programas, proyectos y servicios sociales de forma preferente, articulada e integral para la reducción de la pobreza extrema. Los resultados de dicha estrategia se vieron reflejados en una disminución de la pobreza registrada por la Encuesta Nacional de Hogares del 2016: que se redujo después de 20 años de un 22,3% en 2014; a un 20,5% en 2016. En el caso de la pobreza rural bajó de 30,3% en el 2014 a 25.7% en el 2016 y la urbana, en esos mismos años de 19,5% a 18,6%.

### Ministro de Trabajo y Seguridad Social
Tras la renuncia como ministro de Víctor Morales Mora, Alvarado fue nombrado ministro de Trabajo y Seguridad Social. En esa cartera se destacó por reducir los beneficios de convenciones colectivas estatales del Banco de Costa Rica, JAPDEVA y RECOPE en negociaciones exitosas con los sindicatos. Ningún gobierno anterior había negociado convenciones colectivas a la baja. Durante la gestión de Alvarado se logró una reducción del tiempo de siete a dos meses en los trámites de pensiones del magisterio. Además logró la renegociación de la fórmula salarial del sector privado en acuerdo unánime entre trabajadores, empresarios y gobierno, así como un acuerdo tripartito entre esos mismos sectores para reducir la informalidad, según la recomendación 204 de la Organización Internacional del Trabajo (OIT). Como ministro también promovió la implementación de las leyes que recortaron las pensiones de lujo, así como la defensa que el Ministerio de Trabajo hizo de estas leyes ante la Sala Constitucional tras los recursos de amparo presentados por varios exdiputados. Alvarado garantizó que el Ministerio de Trabajo contará con el presupuesto y las plazas nuevas para la entrada en vigencia de la Reforma Procesal Laboral en julio de 2017.

## Presidencia

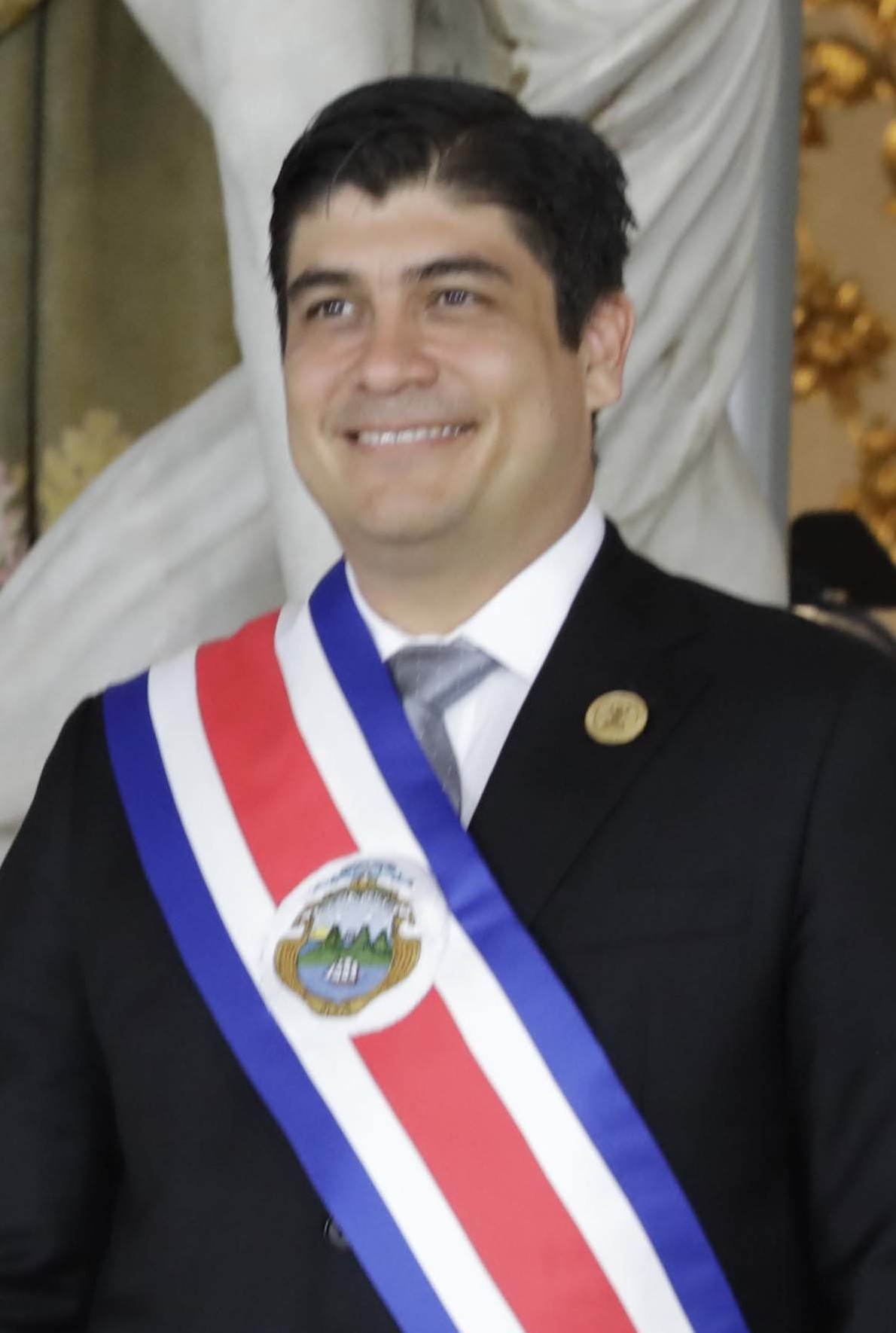
Alvarado con banda presidencial.

### Elección
El 1 de abril de 2018 fue elegido presidente de la república por el Partido Acción Ciudadana tras obtener el 60,59% de los votos en segunda ronda. Con 38 años de edad se convirtió en el presidente más joven de Costa Rica desde la fundación de la Segunda República. Aunado a ello, su compañera de fórmula, Epsy Campbell Barr se convirtió en la primera mujer vicepresidente afrodescendiente de América Latina.
Carlos Alvarado se convirtió además en el primer candidato que, tras haber obtenido el segundo lugar en cuanto a votos en la primera ronda, logró ganar el balotaje en Costa Rica. Asimismo, por primera vez en una segunda ronda en el país el abstencionismo se redujo frente a los resultados de la primera vuelta, lo cual sorprendió inclusive al propio Tribunal Supremo de Elecciones, quien esperaba menor participación debido a que los comicios se realizaron durante el domingo de resurrección.

### Gobierno
Alvarado anunció a gran parte de su Consejo de Ministros a finales de abril de 2018, y le asignó más cargos a mujeres que a hombres, cumpliendo el compromiso de campaña para constituir el gobierno con más mujeres en la historia de un gabinete de Costa Rica y también, el primero en ser paritario.
Según el Informe del Estado de la Nación, la administración de Alvarado Quesada se caracterizó por ser una de las más inestables en la historia reciente de Costa Rica. Durante su mandato, se registraron rotaciones superiores al promedio histórico en ministerios clave como la Presidencia, Comunicación, Cancillería, Hacienda y Educación, lo que reflejó una alta volatilidad en la conducción política y administrativa del gobierno.
Alvarado  ostenta el récord histórico de haber nombrado la mayor cantidad de ministros de la Presidencia en una sola administración desde la creación de ese cargo en 1961. A lo largo de su mandato, designó a cuatro personas distintas para ocupar esa cartera, superando a todos sus predecesores, quienes tradicionalmente contaron con uno o, en algunos casos, dos ministros en ese puesto. Este hecho ha sido interpretado como reflejo de debilidad del liderazgo presidencial, desafíos políticos y falta de una estrategia sólida, en un contexto marcado por tensiones con el Poder Legislativo, crisis sociales y una compleja coyuntura económica.
Al final del mandato presidencial de Carlos Alvarado, el gobierno tenía un índice de aprobación del 12%.

## Carrera pospresidencial
Durante su gobierno, Alvarado compaginó sus actividades en actos nacionales con su participación en eventos internacionales, presenciales o virtuales, sobre el posicionamiento mundial de Costa Rica como una nación destacada en materia de sostenibilidad, energía y mitigación del cambio climático. Alvarado fue invitado por organizaciones como Chatham House, Atlantic Council y los Diálogos de DC moderados por el profesor de la Universidad Columbia y columnista de CNN en Español Geovanny Vicente Romero. Alvarado ha continuado con esta agenda académica luego de su presidencia, siendo orador principal para eventos de instituciones como la Universidad de Harvard, el Foro Interamericano de Inversión y Naturaleza (IABNF), organizado por el  Instituto Interamericano de Justicia y Sostenibilidad (IIJS) en el que ha compartido escenario con líderes internacionales como Claudia S. de Windt, entre otros.
Actualmente es profesor de la Graduate School of Global Affairs de la Universidad de Tufts, en el estado de Massachusetts, Estados Unidos.

## Carrera artística
Durante sus años universitarios Alvarado fue vocalista de diversas bandas de rock progresivo, entre ellas Dramática. Su principal interés artístico sin embargo fue la literatura y estudió periodismo para seguir los pasos de uno de sus escritores favoritos, Ernest Hemingway.
Publicó en 2006 la antología de cuentos Transcripciones Infieles con Editorial Perro Azul, ese mismo año obtiene el Premio Joven Creación de la Editorial Costa Rica con la novela La historia de Cornelius Brown. En 2012 publica la novela histórica Las Posesiones que retrata el oscuro período histórico en Costa Rica durante el cual el gobierno confiscó propiedades de alemanes e italianos durante la Primera Guerra Mundial. Su más reciente libro publicado es Temporada en Brighton.

## Historial electoral

### Elecciones presidenciales de 2018

#### Primera vuelta
| Candidato                                                                                              | Partido                      | Votos     | %      | Resultado      |
| --- | ---------------------------- | --------- | ------ | -------------- |
| Fabricio Alvarado Muñoz                                                                                | Restauración Nacional        | 505 214   | 24.91  | Segunda vuelta |
| Carlos Alvarado Quesada                                                                                | Acción Ciudadana             | 439 388   | 21.66  | Segunda vuelta |
| Antonio Álvarez Desanti                                                                                | Liberación Nacional          | 377 688   | 18.62  |                |
| Rodolfo Piza Rocafort                                                                                  | Unidad Social Cristiana      | 324 904   | 16.02  |                |
| Juan Diego Castro                                                                                      | Integración Nacional         | 193 079   | 9.52   |                |
| Rodolfo Hernández Gómez                                                                                | Republicano Social Cristiano | 100 316   | 4.95   |                |
| Otto Guevara Guth                                                                                      | Movimiento Libertario        | 20 621    | 1.02   |                |
| Edgardo Araya Sibaja                                                                                   | Frente Amplio                | 15 937    | 0.79   |                |
| Sergio Mena Díaz                                                                                       | Nueva Generación             | 15 415    | 0.76   |                |
| Mario Redondo Poveda                                                                                   | Alianza Demócrata Cristiano  | 12 034    | 0.59   |                |
| Stephanie Campos Arrieta                                                                               | Renovación Costarricense     | 11 978    | 0.59   |                |
| Óscar López Arias                                                                                      | Accesibilidad Sin Exclusión  | 7 776     | 0.38   |                |
| Jhon Vega Masís                                                                                        | Partido de los Trabajadores  | 4 060     | 0.20   |                |
| Votos válidos                                                                                          | Votos válidos                | 2 054 702 | -      |                |
| Votos en blanco                                                                                        | Votos en blanco              | 20 293    | -      |                |
| Votos nulos                                                                                            | Votos nulos                  | 4 509     | -      |                |
| Total de votos emitidos                                                                                | Total de votos emitidos      | 2 028 410 | 65.66  |                |
| Inscritos                                                                                              | Inscritos                    | 3 322 329 | 100.00 |                |
| Abstención                                                                                             | Abstención                   | 1 267 627 | 34.34  |                |
| Fuente: Tribunal Supremo Electoral de Costa Rica Archivado el 5 de febrero de 2018 en Wayback Machine. |                              |           |        |                |

#### Segunda vuelta
| Candidato                                                                                            | Partido                 | Votos     | %      | Resultado  |
| --- | ----------------------- | --------- | ------ | ---------- |
| Carlos Alvarado Quesada                                                                              | Acción Ciudadana        | 1 322 908 | 60.59  | Presidente |
| Fabricio Alvarado Muñoz                                                                              | Restauración Nacional   | 839 092   | 39.34  |            |
| Votos válidos                                                                                        | Votos válidos           | 2 183 296 | -      |            |
| Votos en blanco                                                                                      | Votos en blanco         | 24 260    | -      |            |
| Votos nulos                                                                                          | Votos nulos             | 19 974    | -      |            |
| Total de votos emitidos                                                                              | Total de votos emitidos | 2 207 556 | 66.45  |            |
| Inscritos                                                                                            | Inscritos               | 3 322 329 | 100.00 |            |
| Abstención                                                                                           | Abstención              | 1 311 902 | 33.55  |            |
| Fuente: Tribunal Supremo Electoral de Costa Rica Archivado el 2 de abril de 2018 en Wayback Machine. |                         |           |        |            |